# Jon Stiekema
Jon Stiekema (* 8. Mai 1988 in Groningen) ist ein niederländischer Beachvolleyballspieler. Seine Schwester Michelle Stiekema ist ebenfalls Profi in dieser Sportart.

## Karriere
Stiekema wurde 2008 mit Sven Vismans Neunter der Junioren-WM in Brighton. 2009 bildete er ein Duo mit Tim Oude Elferink und bestritt seine ersten Open-Turniere. Nachdem er 2010 zunächst mit Daan Spijkers angetreten war, gelangen ihm beim Continental Cup in Montpellier 2010 und beim Satellite-Turnier in Aalsmeer 2011 an der Seite von Richard Schuil die ersten Turniersiege. Bei den Brasília Open kam er mit seinem aktuellen Partner Christiaan Varenhorst zusammen. Das Duo belegte einige vordere Plätze bei kleineren Turnieren und spielte im August bei der EM in Kristiansand, wo man im Achtelfinale gegen die Deutschen Erdmann/Matysik verlor. Besser lief es 2012 bei der EM in Den Haag, als Stiekema/Varenhorst Platz fünf belegten. An der WM 2013 in Stare Jabłonki konnte Stiekema wegen einer Fußverletzung nicht teilnehmen. Auch bei der EM 2014 in Cagliari belegten Stiekema/Varenhorst Platz fünf.